# Stefano Simonini
Stefano Simonini (fl. XX secolo) è stato un calciatore italiano, di ruolo mezzala.

## Carriera
Ha disputato quattro stagioni con la maglia della Cremonese, esordendo nella massima serie nel campionato di Divisione Nazionale 1928-1929 girone B, nella prima giornata del girone di ritorno, il 3 febbraio 1929 a Venezia nella partita Venezia-Cremonese (1-1). In Prima Divisione ha realizzato una rete il 24 febbraio 1929 nel 3-0 inflitto dalla Cremonese alla Reggiana. Con i grigiorossi ha disputato anche tre stagioni della nuova Serie B. In tutto tra Divisione Nazionale e Serie B ha disputato 16 partite di campionato e realizzato 4 reti.